# DIS Esporte
D.I.S. Esporte e Organização de Eventos LTDA. é um fundo de investimentos privados no futebol. A empresa foi fundada pelos gaúchos Delcir Sonda e Idi Sonda. Eles operam a rede de supermercados Sonda no estado de São Paulo.

## Imbróglios Judiciais
O Grupo DIS foi um parceiro estratégico do presidente do Santos FC, Marcelo Teixeira. O clube posteriormente processou o fundo para anular as vendas na gestão do presidente anterior com a justificativa de subvalorização dos atletas, mas o tribunal de justiça não aceitou as alegações.  O fundo pagou R$ 3,203,000 por 25% dos direitos econômicos de jovens jogadores em 2008.
Em 2013 o grupo ingressou na justiça contra Neymar e Santos FC, em razão da transferência do atleta entre o clube paulista e o Barcelona FC. O grupo detinha 40% dos direitos econômicos do atleta e recebeu sua porcentagem (6,8 milhões de euros) sobre o valor total de 17,1 milhões de euros. Todavia, posteriormente os valores divulgados entre as partes começaram a mudar (57,1 milhões de euros e 86,2 milhões de euros) e o grupo decidiu entrar na justiça. Considerando que o clube paulista faturou outros 2,5 milhões por um amistoso em Barcelona e outros 4,5 milhões por um segundo amistoso não disputado, número chega a 93,2 milhões de euros.

## Investimentos
O fundo investiu em alguns atletas conhecidos, dentre eles:
- André [1][5]
- André Santos (2008–2009)[6]
- Breitner [1]
- Andrés D'Alessandro
- Danilo (Danilo Luiz da Silva) (2010–2011)[7]
- Dentinho[6]
- Gabriel Silva[8][9]
- Ganso[1]
- Kléber (Kléber de Carvalho Corrêa)[10]
- Lincoln[11]
- Neymar[12]
- Nilmar (2007–2009)[13]
- Renato (Renato de Araújo Chaves Júnior)[6]
- Rafael Sóbis
- Thiago Neves[14]
- Tiago Luís [1]
- Tinga (Luiz Otávio Santos de Araújo)[15]
- Vinícius ((Vinícius Santos Silva)[8][16]
- Wesley (Wesley Lopes Beltrame) (?–2010)[1]